# Sarmenstorf
Sarmenstorf is een gemeente en plaats in het Zwitserse kanton Aargau en maakt deel uit van het district Bremgarten.
Sarmenstorf telt 2.670 inwoners.